# Изложба „Нови чланови” (1971)
Изложба „Нови чланови” се одржала у периоду од 24. до 31. марта 1971. године у Уметничком павиљону „Цвијета Зузорић”, Мали Калемегдан 1.

## Уметнички савет
Пријем нових чланова и избор радова за изложбу је извршио Уметнички савет Удружења ликовних уметника Србије у следећем саставу:
- Сликарска секција
  - Ђорђе Бошан
  - Властимир Дискић
  - Светозар Ђорђевић
  - Мома Марковић
  - Бранко Миљуш
  - Војислав Тодорић

- Вајарска секција
  - Миодраг Поповић
  - Никола Јанковић
  - Вида Јоцић
  - Ото Лого

- Графичка секција
  - Бранислав Макеш
  - Вукосава Драговић
  - Стеван Кнежевић
  - Душан Матић

## Излагачи
1. Марина Абрамовић
2. Драгиша Андрић
3. Миодраг Анђелковић
4. Мирослав Анђелковић
5. Јован Арсеновић
6. Братомир Баругџић
7. Јожеф Бенеш
8. Милан Блануша
9. Вукосав Бојовић
10. Борислав Бранков
11. Василије Букчев
12. Милена Видовић
13. Душан Гавела
14. Лудвиг Гадомски
15. Ратко Гикић
16. Евгенија Демниевски
17. Душан Ђокић
18. Снежана Дмитровић Здравковић
19. Божур Ивановић
20. Емило Костић
21. Верица Кочић
22. Милена Крсмановић
23. Владимир Крстић
24. Добринка Крстић
25. Грујица Лазаревац
26. Милош Максимовић
27. Милорад Маравић
28. Мирјана Марковић
29. Драга Матић
30. Сретен Млинаревић
31. Халил Мухађери
32. Јелка Думовић Нешковић
33. Милена Ничева
34. Душан Нонић
35. Љиљана Павловић
36. Зоран Петрушијевић
37. Ђуро Радловић
38. Небојша Радојев
39. Радмила Бони Радуловић
40. Ђорђе Симић
41. Мирослав Стевановић
42. Катарина Стојсављевић
43. Зорица Тасић
44. Драгољуб Раша Тодосијевић
45. Милена Токовић
46. Силва Ћурчија
47. Мита Хаци
48. Јарослав Шимовић
49. Милош Шобајић
50. Слободанка Шобота